# Cotentin (traghetto)
Il Cotentin è un traghetto Ro-Ro appartenente alla compagnia di navigazione Brittany Ferries.

## Servizio
Varato il 15 aprile 2007 nel cantiere navale Aker Finnyard di Rauma con il nome di Cotentin e consegnato il 9 novembre successivo alla Brittany Ferries, prende servizio nei collegamenti merci tra Cherbourg, Poole e Santander a partire dal 26 novembre.

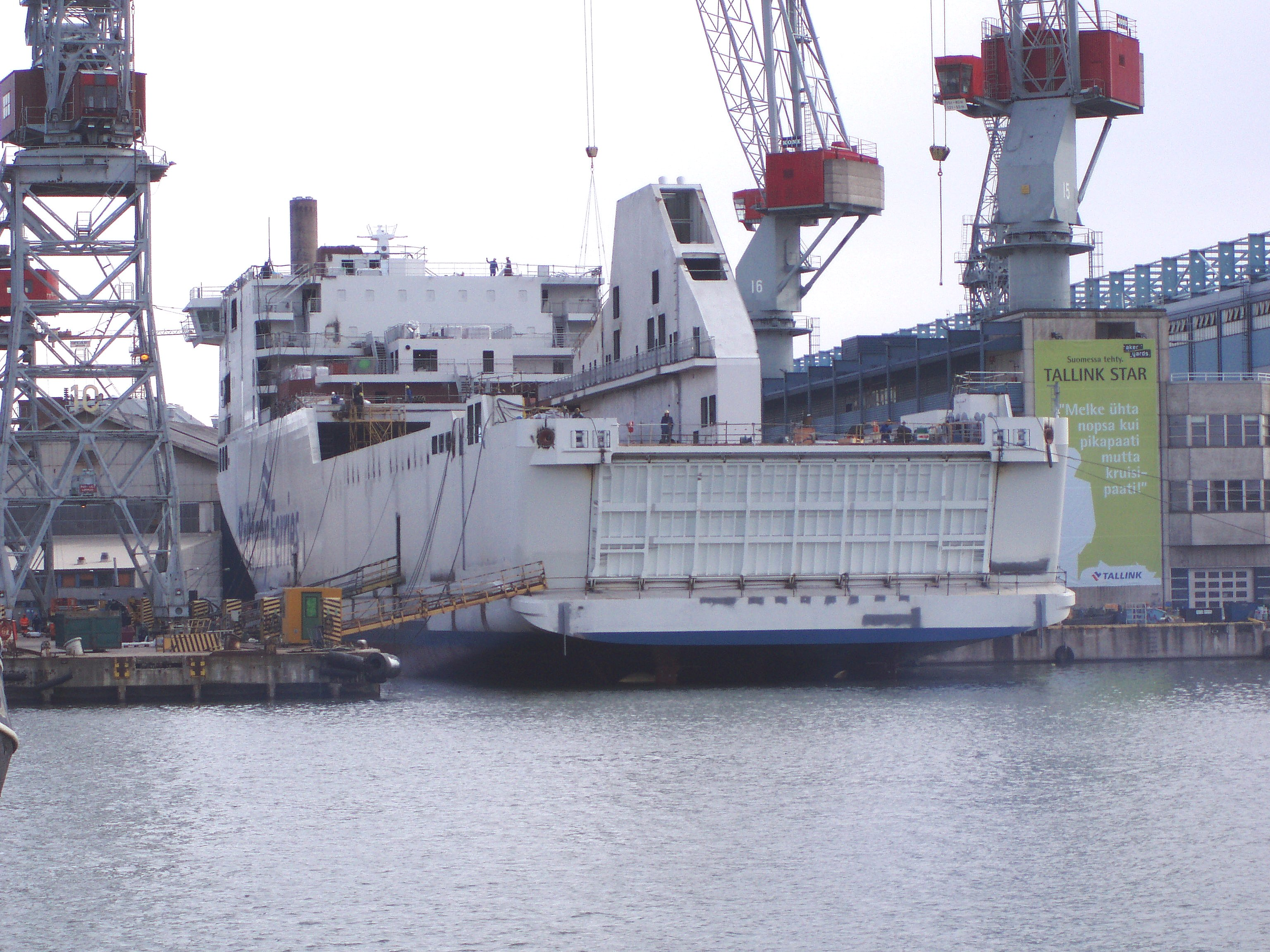
Il Cotentin in costruzione a Rauma nell'aprile del 2007.

Il 1º ottobre 2013 termina il servizio per Brittany Ferries e viene noleggiato alla Stena Line, venendo ribattezzato il 21 novembre successivo Stena Baltica a Remontowa.
Dal 24 novembre 2013 al 31 ottobre 2020 opera sulla Danzica-Karlskrona. Terminato il noleggio, viene trasferito a Le Havre.

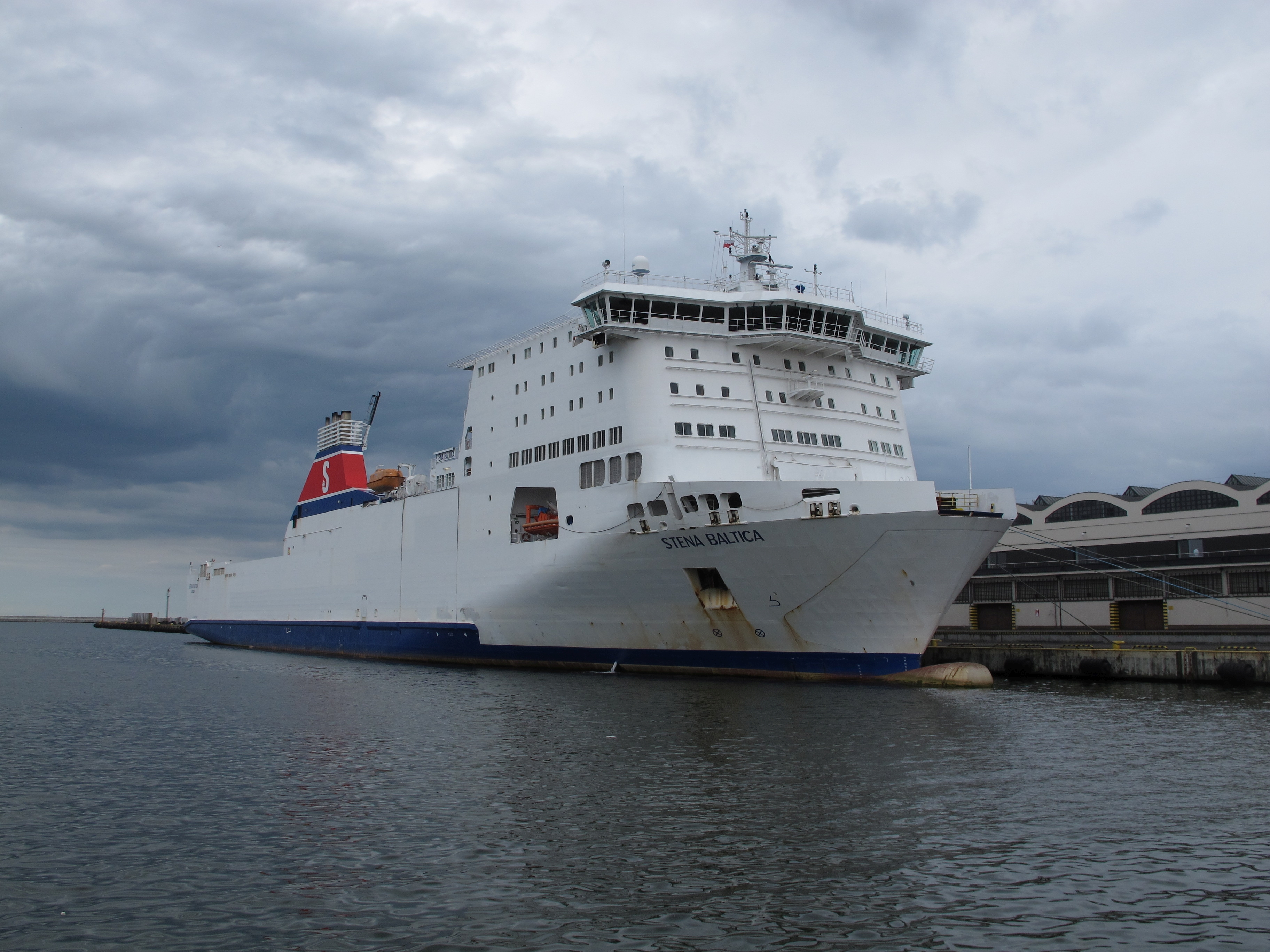
Lo Stena Baltica a Danzica nel 2015.

Il 16 novembre 2020 viene ribattezzato di nuovo Cotentin e dal 2 gennaio 2021 torna in servizio per Brittany Ferries sulla Cherbourg-Poole.
Da aprile 2021 opera sulla Portsmouth-Cherbourg e successivamente sulla Portsmouth-Le Havre.
Dal 12 novembre 2021 opera sia sulla Le Havre-Portsmouth, che, nei weekend, sulla Le Havre-Rosslare

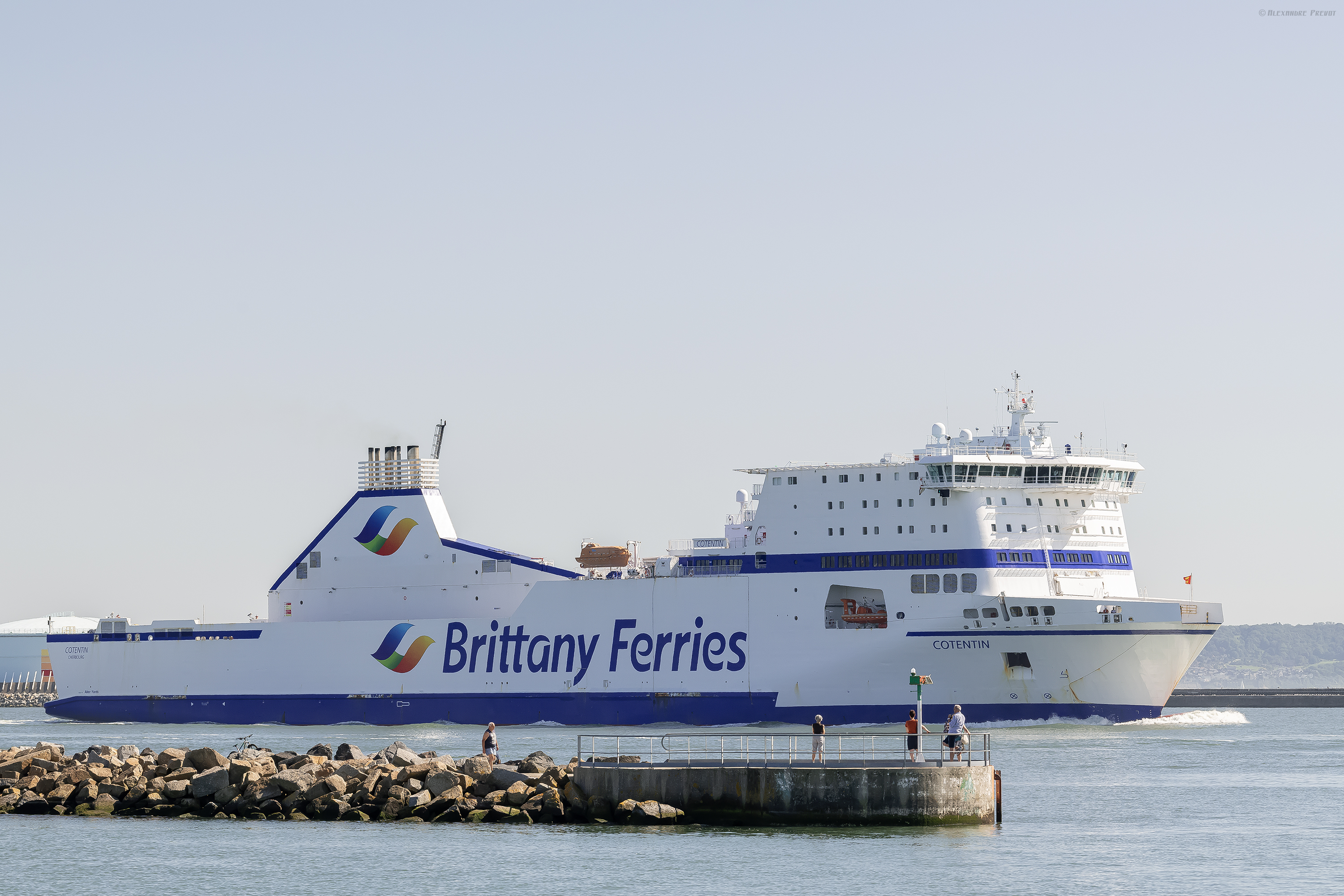
Il Cotentin in navigazione nel 2021.

Il 5 gennaio 2022, durante la navigazione nei pressi di Le Havre, prende fuoco un generatore nella sala macchine del traghetto, prontamente domato dall'equipaggio.